# نيكولاي بلاتونوفيش أوجاريوف
نيكولاي بلاتونوفيش أوجاريوف (6 ديسمبر 1813 - 12 يونيو 1877) (بالروسية: Никола́й Плато́нович Огарёв) هو ثوري وفيلسوف ومؤرخ وشاعر روسي إشتراكي. عارض مع صديقه هيرزن القيصرية. واستمرت العلاقة والتعاون بين أوجاريوف وهيرزن، فنشروا عدة دوريات ثورية روسية. التزم أوجاريوف قبل عام 1840 بمواقف مثالية، ولكنه تأثر بعد ذلك بفلسفة فيورباخ، فتبنى الفلسفة المادية والإلحاد.

## مؤلفاته
- مسائل روسية (1856-1858).
- المزيد حول تحرير طبقة الفلاحين (1858).
- في ذكرى فنان (1859).
- رسائل خاصة عن مسألة عامة (1866-1867).

## روابط خارجية
- نيكولاي بلاتونوفيش أوجاريوف على موقع الموسوعة البريطانية (الإنجليزية)
- نيكولاي بلاتونوفيش أوجاريوف على موقع ميوزك برينز (الإنجليزية)